# Луїс Діас Барріга
Луїс Діас Барріга (ісп. Luis Díaz Barriga; нар. 9 квітня 1986) — колишній мексиканський тенісист.
Найвищу одиночну позицію світового рейтингу — 461 місце досяг 16 липня 2012, парну — 233 місце — 2 травня 2011 року.

## Фінали ATP Челленджер і ITF Ф'ючерс

### Одиночний розряд: 2 (1–1)
| Легенда              |
| -------------------- |
| ATP Челленджер (0–0) |
| ITF Ф'ючерс (1–1)    |

| Фінали за покриттям |
| ------------------- |
| Тверде (1–1)        |
| Ґрунт (0–0)         |
| Трава (0–0)         |
| Килим (0–0)         |

| Результат | В-П | Дата     | Турнір                       | Рівень  | Покриття | Суперник                | Рахунок       |
| --------- | --- | -------- | ---------------------------- | ------- | -------- | ----------------------- | ------------- |
| Поразка   | 0–1 | Вер 2011 | Мексика F11, Масатлан        | Ф'ючерс | Тверде   | Едуардо Перальта-Тельйо | 3–6, 3–6      |
| Перемога  | 1–1 | Жов 2011 | Мексика F12, Веракрус (штат) | Ф'ючерс | Тверде   | Маркус Даніелл          | 6–4, 3–6, 6–3 |

### Парний розряд: 26 (12–14)
| Легенда              |
| -------------------- |
| ATP Челленджер (0–1) |
| ITF Ф'ючерс (12–13)  |

| Фінали за покриттям |
| ------------------- |
| Тверде (6–10)       |
| Ґрунт (6–4)         |
| Трава (0–0)         |
| Килим (0–0)         |

| Результат | В-П   | Дата     | Турнір                             | Рівень     | Покриття | Партнер                  | Суперники                                    | Рахунок                    |
| --------- | ----- | -------- | ---------------------------------- | ---------- | -------- | ------------------------ | -------------------------------------------- | -------------------------- |
| Поразка   | 0–1   | Жов 2008 | Мексика F12, Масатлан              | Ф'ючерс    | Тверде   | Даніель Гарса            | Фабріс Мартен Аділ Шамасдін                  | без гри                    |
| Перемога  | 1–1   | Лют 2009 | Мексика F2, Наукальпан-де-Хуарес   | Ф'ючерс    | Тверде   | Антоніо Руїс-Росалес     | Трет Г'юї Ґреґ Уеллетт                       | 6–3, 6–2                   |
| Поразка   | 1–2   | Бер 2009 | США F6, Мак-Аллен                  | Ф'ючерс    | Тверде   | Антоніо Руїс-Росалес     | Рубен Гонсалес Андреас Сільєстрем            | 3–6, 7–6(12–10), [4–10]    |
| Поразка   | 1–3   | Лип 2009 | США F18, Джоплін                   | Ф'ючерс    | Тверде   | Роббі Пул                | Корі Парр Тодд Пол                           | 1–6, 2–6                   |
| Поразка   | 1–4   | Вер 2009 | Мексика F9, Леон                   | Ф'ючерс    | Тверде   | Антоніо Руїс-Росалес     | Хуан Мануель Елісондо Мігель Гальярдо Вальєс | 0–6, 7–5, [5–10]           |
| Поразка   | 1–5   | Лют 2010 | Мексика F1, Мехіко                 | Ф'ючерс    | Тверде   | Мігель Ангел Реєс-Варела | Даніель Гарса Бруно Родрігес                 | 4–6, 5–7                   |
| Поразка   | 1–6   | Кві 2010 | Бразилія F2, Бауру                 | Ф'ючерс    | Ґрунт    | Мігель Ангел Реєс-Варела | Мігель Сісенія Максіміліано Естевес          | 6–7(3–7), 6–2, [6–10]      |
| Перемога  | 2–6   | Тра 2010 | Бразилія F4, Форталеза             | Ф'ючерс    | Ґрунт    | Мігель Ангел Реєс-Варела | Франко Феррейро Фернандо Ромболі             | 6–7(5–7), 7–6(7–2), [10–6] |
| Перемога  | 3–6   | Тра 2010 | Бразилія F5, Терезіна              | Ф'ючерс    | Ґрунт    | Мігель Ангел Реєс-Варела | Александре Бонатту Жозе Перейра              | 6–4, 3–6, [10–7]           |
| Поразка   | 3–7   | Тра 2010 | Бразилія F6, Caldas Novas          | Ф'ючерс    | Тверде   | Мігель Ангел Реєс-Варела | Андре Мієле Франко Феррейро                  | 3–6, 4–6                   |
| Поразка   | 3–8   | Тра 2010 | Бразилія F7, Marília               | Ф'ючерс    | Ґрунт    | Мігель Ангел Реєс-Варела | Марсело Демолінер Родрігу Гідолін            | 6–4, 1–6, [9–11]           |
| Перемога  | 4–8   | Тра 2010 | Бразилія F8, Жуїз-ді-Фора          | Ф'ючерс    | Ґрунт    | Мігель Ангел Реєс-Варела | Талес Туріні Густаву Жункейра                | 6–2, 6–0                   |
| Поразка   | 4–9   | Чер 2010 | Венесуела F2, Санта-Ана-де-Коро    | Ф'ючерс    | Тверде   | Мігель Ангел Реєс-Варела | Хуан Себастьян Кабаль Роберт Фара            | 6–7(5–7), 6–7(6–8)         |
| Поразка   | 4–10  | Сер 2010 | Італія F21, Апп'яно-Джентіле       | Ф'ючерс    | Ґрунт    | Мігель Ангел Реєс-Варела | Карім Маамун Шеріф Сабри                     | 4–6, 5–7                   |
| Перемога  | 5–10  | Вер 2010 | Італія F24, Трієст                 | Ф'ючерс    | Ґрунт    | Мігель Ангел Реєс-Варела | Марко Бортолотті Алессандро Джаннессі        | 7–5, 6–3                   |
| Перемога  | 6–10  | Гру 2010 | Мексика F12, Герреро               | Ф'ючерс    | Ґрунт    | Мігель Ангел Реєс-Варела | Крістофер Діас-Фігероа Іван Ендара           | 6–2, 6–3                   |
| Перемога  | 7–10  | Січ 2011 | Мексика F1, Мехіко                 | Ф'ючерс    | Тверде   | Мігель Ангел Реєс-Варела | Маурісіо Асторга Мігель Гальярдо Вальєс      | 6–4, 7–6(7–5)              |
| Поразка   | 7–11  | Лют 2011 | Сальвадор F1, Санта-Текла          | Ф'ючерс    | Ґрунт    | Мігель Ангел Реєс-Варела | Кріс Летчер Брендан Мур                      | 2–6, 2–6                   |
| Поразка   | 7–12  | Бер 2011 | Сан-Хосе, Коста-Рика               | Челленджер | Тверде   | Сантьяго Гонсалес        | Хуан Себастьян Кабаль Роберт Фара            | 3–6, 3–6                   |
| Перемога  | 8–12  | Тра 2011 | Мексика F4, Гвадалахара (Мексика)  | Ф'ючерс    | Тверде   | Антоніо Руїс-Росалес     | Даріан Кінг Гайдн Льюїс                      | 7–6(9–7), 6–4              |
| Поразка   | 8–13  | Чер 2011 | Мексика F5, Селая                  | Ф'ючерс    | Тверде   | Мігель Ангел Реєс-Варела | Крістофер Діас-Фігероа Марсель Фельдер       | 6–3, 3–6, [5–10]           |
| Поразка   | 8–14  | Вер 2011 | Мексика F11, Масатлан              | Ф'ючерс    | Тверде   | Кріс Квон                | Марвін Баркер Кріс Летчер                    | 3–6, 2–6                   |
| Перемога  | 9–14  | Гру 2011 | Мексика F14, Ixtapa                | Ф'ючерс    | Тверде   | Адам Ель Мідаві          | Сесар Рамірес Німа Рошан                     | 6–4, 6–4                   |
| Перемога  | 10–14 | Гру 2011 | Мексика F16, Гвадалахара (Мексика) | Ф'ючерс    | Ґрунт    | Адам Ель Мідаві          | Бруно Родрігес Мануель Санчес                | 6–3, 6–3                   |
| Перемога  | 11–14 | Кві 2012 | Мексика F3, Кордова                | Ф'ючерс    | Тверде   | Кріс Летчер              | Ріккардо Гедін Деніс Живковіч                | 6–2, 7–6(7–3)              |
| Перемога  | 12–14 | Кві 2012 | Мексика F4, Мехіко                 | Ф'ючерс    | Тверде   | Даніель Гарса            | Марвін Баркер Кріс Летчер                    | 6–4, 6–3                   |